# 国际乒联博物馆和中国乒乓球博物馆
国际乒联博物馆和中国乒乓球博物馆（英語：ITTF Museum & China Table Tennis Museum）簡稱乒博馆，是中華人民共和國上海市黃浦區的一個以乒乓球為主題的博物館。

## 历史
原本国际乒联博物馆位於瑞士洛桑。2014年，国际乒联决定将国际乒联博物馆搬迁至上海，上海市政府則將国际乒联博物馆与規劃中的中国乒乓球博物馆聯合建設。2016年7月22日，博物館奠基。2018年2月5日，博物館竣工。2018年3月31日，博物館正式開業。
毗邻世博会博物馆，占地面积5,000平方米，分地上三层、地下一层。馆内有藏品12,000余件。由国际乒联、国家体育总局、上海市人民政府共同投資建造，上海体育学院負責建設和營運管理。

## 营业时间
- 周二至周日：上午九点至下午五点
- 周一闭馆

## 交通
- 上海轨道交通13号线世博会博物馆站